# Wiertlino
Wiertlino (ros. Вертлино) – wieś (dieriewnia) w Rosji, w obwodzie moskiewskim, w rejonie sołniecznogorskim. W 2021 liczyła 234 mieszkańców.